# Lucky Luke et Phil Defer « le Faucheux »
Lucky Luke et Phil Defer « le Faucheux » est la 17e histoire de la série Lucky Luke par Morris. Elle est publiée pour la première fois en 1954, du no 1464 au no 1494 du journal Le Moustique,, puis en 1956, dans l'album Phil Defer.

## Univers

### Synopsis
Dans la ville de Bottleneck Gulch, le propriétaire du bar-saloon « À l'as de pique » — l'escroc O'Sullivan — profite de sa situation de monopole pour s'enrichir en étanchant la soif des cow-boys de passage au moyen de whisky frelaté. 
Mais un jour, un certain O'Hara ouvre son propre saloon « À l'as de cœur », juste à côté de celui de O'Sullivan. Ne parvenant pas à rivaliser avec son concurrent et redoutant la faillite, O'Sullivan engage un tueur à gages professionnel — Phil Defer, surnommé « Le Faucheux » — pour le débarrasser de O'Hara, mort ou vif.
Son ami O'Hara lui ayant demandé de l'aide, Lucky Luke décide de se faire passer pour Phil Defer. Les deux compères mettent alors en scène un duel à l'issue duquel le faux Phil Defer est « tué » par O'Hara.
Or, à la suite du faux duel, alors que O'Sullivan, dépité, s'apprête à partir, le vrai Phil Defer débarque en ville. Ensemble, les deux hors-la-loi tentent par tous les moyens de fermer « À l'as de cœur ». Mais Lucky Luke veille et finit par découvrir le point faible du tueur à gages : il est superstitieux.
Finalement, Phil Defer provoque à son tour Lucky Luke en duel. Après un combat acharné, le cow-boy terrasse le criminel et le blesse à l'épaule : cette blessure l'empêche désormais d'utiliser une arme, ce qui met un terme à sa carrière de tueur à gages — dans la première version de l'album, Luke tue Phil Defer.
Sans ménagement, les citoyens chassent alors O'Sullivan de la ville, ce qui permet à O'Hara de récupérer son établissement et de le réunir avec le sien pour former le saloon « Aux deux as ». Sa mission étant alors terminée, Lucky Luke quitte Bottleneck Gulch.

### Personnages
- Lucky Luke
- O'Sullivan : propriétaire du saloon « L'As de Pique ». Il vend du whisky frelaté à ses clients et n'a aucun scrupule à gagner de l'argent malhonnêtement. Ne tolère aucune concurrence.
- O'Hara : ami de Lucky Luke et propriétaire du saloon « L'As de Cœur » qu'il fait construire attenant à « L'As de Pique ». O'Sullivan lui déclare alors la guerre.
- Phil Defer : surnommé « Le Faucheux ». Tireur professionnel et tueur à gages, il est engagé par O'Sullivan pour fermer « L'As de Cœur ». Il découvrira en Lucky Luke un adversaire à sa mesure. Phil Defer a le visage de l'acteur Jack Palance, et s'inspire notamment du personnage interprété par ce comédien dans le film L'Homme des vallées perdues[3].
- Passoire : habitant de Bottleneck Gulch. Il ne croit pas que Phil Defer soit si « terrible » et décide de braver Lucky Luke, qu'il prend pour le criminel.
- Max : barman de « L'As de Pique ».
- Le croque-mort de Bottleneck Gulch : petit homme maigrichon au teint pâle. Il est toujours à l'affût d'un duel pour faire des affaires. Toutefois, à la fin de l'histoire, il ne veut pas que Phil Defer meure, craignant de devoir utiliser tout son stock de bois pour lui faire un cercueil.

## Adaptations
- Cet album a été adapté dans la série animée Lucky Luke, diffusée pour la première fois en 1984, et où le chien Rantanplan apparaît.
- Phil Defer apparaît dans le film Lucky Luke (2009) de James Huth et est interprété par Claudio Weppler.